# Восканян, Воскан Агабекович
Воскан Агабекович Восканян (1906, Насирваз, Кавказское наместничество — 12 ноября 1944, Ереван) — советский организатор производства, директор ленинградского завода «Светлана», заместитель народного комиссара электропромышленности СССР.

## Биография
Родился 16 мая 1906 года в с. Месропаван Нахичеванского уезда.
В 1927 году окончил Ереванский индустриальный техникум и уехал в Ленинград для продолжения учебы на электромеханическом факультете Ленинградского политехнического института (защитил диплом в 1933 году).
С 1929 года работал на заводе «Светлана» (завод № 211) (первая должность — испытатель генераторных ламп испытателем генераторных ламп).
С 17.05.1937 заместитель директора, с 1938 года директор завода «Светлана». В 1940 году перевёл предприятие полностью на отечественное сырьё. Выпуск продукции в 200 раз превысил дореволюционный.
В августе 1941 года, оставаясь в директорской должности (до 9 апреля 1942 г.), назначен заместителем народного комиссара электропромышленности СССР. В Ленинграде руководил эвакуацией заводов и НИИ. Оставался на посту уполномоченного наркомата весь период блокады.
Умер в Ереване 12 ноября 1944 года после тяжёлой и продолжительной болезни.

## Награды
- Орден Ленина (17.04.1940) — за успешную работу и проявленную инициативу по укреплений обороноспособности нашей страны[2]
- Орден Трудового Красного Знамени (18.05.1942)
- Орден Красной Звезды (21.01.1944)
- Орден «Знак Почёта»
- Медаль «За оборону Ленинграда».